# Бурджалов, Эдуард Николаевич
Эдуард Николаевич Бурджалов (1906 — 13 декабря 1985) — советский историк-марксист, доктор исторических наук (1968), профессор МГПИ им. В. И. Ленина (1970).

## Биография
Из семьи служащего частной рыбопромышленной фирмы. Его отец, Николай Бурджалов (Бурджалян), работал бухгалтером фирмы нефтяного магната Степана Лианозова (Лианосяна), а с 1912 года заведовал её бакинским отделением.
В 1919 году поступил на службу техническим секретарём в пересыльный пункт Калмыцкого военного комиссариата, тогда же вступил в комсомол. С установлением в 1920 году советской власти в Азербайджане переехал работать в Баку в её органах, занялся организационно-пропагандистской деятельностью в комсомоле, работая инструктором и завагитпропом комсомольских райкомов, а с 1923 года заместителем заведующего агитпропом Бакинского городского комитета КСМ; стал кандидатом в члены ВКП(б) и был направлен на учёбу в Москву.
В течение полутора лет работал замзавотделом печати Московского губкома комсомола, принят в ВКП(б). Осенью 1926 года зачислен на рабфак при 1-м Московском университете. Во время учёбы был заведующим агитпропом комсомола и членом партбюро университета. Поступил на этнологический факультет, вскоре преобразованный в МИФЛИ им. Н. Г. Чернышевского, который и окончил в 1932 году.
Заведовал учебной частью института; начал вести преподавательскую работу на рабфаке 1-го МГУ и в институте. Затем поступил в аспирантуру. Со второго года обучения был направлен на партийную работу в Тулу замзавкультпропа горкома ВКП(б). Преподавал историю СССР в Высшей коммунистической сельскохозяйственной школе и вечернем учительском институте. В конце 1936 года отпущен на научно-исследовательскую работу в Москву; был научным сотрудником редакции «Истории гражданской войны» (главный редактор И. И. Минц), занимался подготовкой тома по истории войны в Закавказье, секретарём парторганизации редакции. В 1938 году по решению ЦК ВКП(б) направлен на работу в политуправление пограничных войск НКВД, вёл преподавательскую деятельность в военном институте.
Защитил кандидатскую диссертацию по истории революции и гражданской войны в Азербайджане (1939). ЦК ВКП(б) утвердил его заместителем заведующего кафедрой и лектором по истории СССР во вновь организованной Высшей партийной школе при ЦК ВКП(б). В конце 1940 года стал лектором ЦК ВКП(б), оставаясь преподавателем ВПШ.
В первые дни Великой Отечественной войны вместе с группой работников ЦК партии ушел в армию. Служил начальником политотдела Рязанского пехотного училища, а с января 1942 года стал лектором Главного политуправления Красной армии. Выступал с докладами и лекциями во фронтовых частях и тыловых гарнизонах, участвовал в проверке партийно-политической работы в действующей армии, публиковал статьи в армейской печати. Был командирован на многие фронты, закончил войну в Монголии в звании полковника.
С конца 1945 года — заместитель главного редактора журнала «Пропагандист и агитатор РККА». В 1946 году назначен руководителем лекторской группы ЦК ВКП(б). Одновременно работал доцентом Высшей партийной школы и Академии общественных наук при ЦК ВКП(б). Член редколлегии и замредактора газеты «Культура и жизнь» — органа Управления пропаганды и агитации ЦК.
Заместитель главного редактора журнала «Вопросы истории» (1953—1957). Главный редактор журнала академик А. М. Панкратова и её заместитель (историк А. М. Некрич называет его «мотором журнала») стремились последовательно проводить линию на десталинизацию советской исторической науки, считая важной задачей журнала пересмотр многих положений «Краткого курса истории ВКП(б)». Журнал организовывал дискуссии по проблемам истории. Партийные органы расценили редакционную политику как излишне радикальную, в постановлении ЦК КПСС от 9 марта 1957 «О журнале „Вопросы истории“» Панкратовой были предъявлены обвинения в либерализме и буржуазном объективизме, фактически она была отстранена от должности главного редактора. Бурджалов был уволен с должности заместителя редактора журнала «Вопросы истории» после того, как опубликовал статью «О тактике большевиков в марте — апреле 1917 года» (Вопросы истории. 1956. № 4), где поставил под сомнение роль большевиков в Февральской революции 1917 года. В специальном постановлении ЦК КПСС 9 марта 1957 года по журналу «Вопросы истории» Э. Н. Бурджалов был упомянут как нарушитель принципа коллективного руководства, автор политически вредных статей, в которых он «скатился на позиции объективизма и отступил от партийности в науке», а также и как докладчик на читательских конференциях, где «под видом критики культа личности Сталина» «старался выпятить роль Зиновьева в 1917 году». Редактор журнала А. М. Панкратова скончалась от сердечного приступа 25 мая 1957 года.
Бурджалова перевели работать рядовым научным сотрудником в Институт истории АН СССР. Он продолжал доказывать свою правоту, писал Н. С. Хрущёву, М. А. Суслову, П. Н. Поспелову, А. Н. Шелепину. В сентябре 1958 года партсобрание Института истории вынесло ему выговор за то, что он своевременно не признал полностью правильность решения секретариата ЦК о журнале «Вопросы истории» и не выступил с признанием своих ошибок; выговор снят только перед его уходом на пенсию по возрасту. Вслед за этим при прохождении конкурса на должность старшего научного сотрудника он не получил необходимого количества голосов и в январе 1959 года был отчислен из института.
С августа 1959 года трудоустроился доцентом кафедры истории СССР Московского городского пединститута им. В. П. Потёмкина, которой заведовал академик И. И. Минц, а затем Московского государственного пединститута им. В. И. Ленина (в его состав в 1960 году вошла кафедра). В 1966 году защитил двухтомную монографию «Вторая русская революция» как докторскую диссертацию. С 1968 года профессор кафедры истории СССР, утверждён в звании в 1970 году. По воспоминаниям коллег, ему не давали преподавать историю России «дальше феодализма».
Быстро прогрессировавшая болезнь Паркинсона, которой Бурджалов страдал с 1957 года, заставила его уйти на пенсию с сентября 1972 г., ученый по личной просьбе был переведен на должность профессора-консультанта, поскольку читать лекции и вести учебные занятия ему не позволяло здоровье. Умер в 1985 году. Согласно посмертной воле, факультету передана научная библиотека профессора.
Жена — Гося Борисовна. Сын — Феликс Бурджалов (1936—2014) — руководитель Сектора социально-экономического развития ЦЭСПИ, почти полвека посвятил работе в ИМЭМО, став одним из ведущих исследователей в области социальных проблем западных стран и России.

## Научная деятельность
Первые публикации были посвящены истории Первого Всероссийского съезда Советов и 26 бакинским комиссарам. Издательством Высшей партийной школы при ЦК ВКП(б) были опубликованы большинство его лекций по истории России и СССР.
В работе «Вторая русская революция» февральские события 1917 года впервые были представлены не как «петроградский переворот», а в виде широкомасштабной картины общероссийского революционного процесса, преобразующего царскую Россию в одну из самых свободных держав мира (что был вынужден признать в свое время В. И. Ленин). Используя архивные материалы, газеты и мемуары, показал, как ход событий привел Россию к революции. Вопрос возникновения, сущности и противоречивости двоевластия исследовал посредством уяснения закономерностей революционных кризисов, которые порождались переплетениями двух диктатур. Показал региональную специфику темпов формирования систем двоевластия и многовластия, формы и характер их переплетения. Подверг критике устоявшуюся в советской историографии «концепцию двух заговоров».

## Отзывы
- Генрих Иоффе: «Я помню историка Эдуарда Бурджалова, возможно, главного либерала в советской историографии после хрущевских разоблачений 1956 года. До этого Бурджалов был правоверным сталинистом, редактором «Культуры и жизни». Громил евреев, так называемых космополитов. Я спросил его: «Как же случилось, что вы, сталинист, партийный карьерист, так быстро развернулись в другую сторону?» Он поначалу не мог ответить. Но затем сказал: «Если у человека появляется возможность наконец высказаться, сказать правду, зачем её упускать?[10] <…> Эдуард Николаевич Бурджалов был неординарным человеком. Маленький крепыш с круглой облысевшей головой, он был начинен огромной энергией и несомненно обладал ораторским даром. В 70-е — 80-е годы <…> он считал, что большевизм (в том виде, в каком он подошел к этому времени) исчерпал себя, завел страну в тупик. „Нужна новая революция, — говорил он, — и она будет“»[11].
- Александр Киселёв: «Лектором Э. Н. Бурджалов был блестящим. Студенты-вечерники его буквально боготворили. Слушать лекции Эдуарда Николаевича приходили и студенты дневного отделения, и стажеры, и аспиранты. Вместительная 10-я аудитория главного корпуса МПГУ при этом была набита битком… Он обладал природным даром слова и подкупал аудиторию искренностью общения с ней»[12].

## Награды
Награждён орденами Отечественной войны II степени, Красной звезды и «Знак Почёта», а также пятью медалями.

## Основные работы
- Двадцать шесть бакинских комиссаров. М.: Госполитиздат, 1938;
- Царская Россия после восстания декабристов: Стенограмма лекций, прочит. 29 февраля и 3 марта 1940 г. — М.: [б. и.], 1940. — 56 с.
- Тыл помогает фронту. М.: Военное издательство наркомата обороны, 1942;
- СССР в борьбе за социалистическую индустриализацию страны и коллективизацию сельского хозяйства. М., 1944;
- Бурджалов Э. Н., Новицкий Г. А. История СССР. XVIII век. М., 1946;
- Бурджалов Э. Н., Городецкий Е. Н., Минц И. И., Яковлев Н. Н. История СССР. Часть III — Вторая половина XIX века — начало XX века. Учебное пособие для слушателей ВПШ при ЦК ВКП(б). М., 1946;
- О текущем моменте. Доклад, прочит. на Семинаре руководителей лекторских групп 27 дек. 1949 г. — Воронеж : [б. и.], 1950. — 34 с.
- Советский Союз в борьбе за завершение строительства социалистического общества и проведение сталинской конституции (1935—1937 гг.). М., 1951;
- Советский Союз в борьбе за завершение строительства социалистического общества и постепенный переход к коммунизму (1938—1941 гг.). М., 1951;
- Советская страна в период иностранной военной интервенции и гражданской войны (1918—1920 гг.). М, 1952;
- Бурджалов Э. Н., Шарова П. Н. СССР в период борьбы за социалистическую индустриализацию страны (1926—1929). М., 1953;
- Великая Отечественная война Советского Союза (1941—1945 гг.). Лекции, прочитанные в Высшей партийной школе при ЦК КПСС. М., 1953;
- О тактике большевиков в марте — апреле 1917 года // Вопросы истории. 1956. № 4;
- Ещё о тактике большевиков в марте — апреле 1917 года // Вопросы истории. 1956. № 8;
- Вторая русская революция: Восстание в Петрограде. М., 1967;
- Вторая русская революция. Москва. Фронт. Периферия. М., 1971.